# Conegliano (stacja kolejowa)
Conegliano (włoski: Stazione di Conegliano) – stacja kolejowa w Conegliano, w prowincji Treviso, w regionie Wenecja Euganejska, we Włoszech. Znajduje się na linii Wenecja-Udine i Conegliano-Ponte Alpi.

## Historia
Stacja została otwarta w dniu 1 maja 1855 przy okazji otwarcia linii Treviso Centrale - Pordenone.

## Ruch
Stacja obsługuje wszystkie pociągi regionalne na linii kolejowej Wenecja - Udine i Calalzo – Conegliano.

### Pociągi dalekobieżne
- EuroStar do Bolonii, Florencji, Rzymu
- EuroStarCity do Mediolanu
- EuroCity "Allegro Johann Strauss" do Salzburga, Wiednia
- InterCityNotte "Marco Polo" do Bolonii, Florencji, Rzymu, Neapolu
- EuroNight "Allegro Don Giovanni" do Salzburga, Wiednia